# Tōbu série N100
La série N100 (N100系, N100-kei) est un type de rame automotrice exploitée par l'opérateur ferroviaire privé Tōbu au Japon depuis 2023.

## Description
La série N100 est basée sur le modèle A-train du constructeur Hitachi. Les rames sont composées de 6 caisses en alliage d'aluminium, 4 motrices centrales et 2 remorques aux extrémités. La voiture 1 est nommée "Cockpit Lounge" et est aménagée avec des canapés et des fauteuils. La voiture 2 est pour la classe premium et les voitures 3 à 5 pour la classe standard. Enfin la voiture 6 est nommée "Cockpit Suite" et est équipée de compartiments privés.
Les rames sont appelées Spacia X en référence aux rames série 100 Spacia qu'elles remplacent.

## Histoire
Les deux premiers exemplaires sont entrés en service le 15 juillet 2023.
La série a remporté un Blue Ribbon Award en 2024.

## Services
Les rames circulent sur les services limited express entre les gares d'Asakusa, Kinugawa-onsen et Tōbu-Nikkō.